# Paulo Ricardo De Mendoça Ferreira
Pour les articles homonymes, voir Mendoça et Paulinho (homonymie).
Paulo Ricardo De Mendonça Ferreira dit Paulinho est un ancien joueur de volley-ball brésilien né le 3 juin 1970 à Maringá (Brésil). Il mesure 1,86 m et occupait le poste de Libero. Il totalise 30 sélections en équipe du Brésil. Il est actuellement entraîneur de l'équipe pro du Tourcoing Lille Métropole Volley-Ball en  Ligue A  depuis 2009 après avoir été durant 2 saisons l'adjoint de Marcelo Fronkowiack.

## Clubs
| Club                                  | Pays   | De          |
| ------------------------------------- | ------ | ----------- |
| Suzano                                | Brésil | 1992 - 1994 |
| Frangosul                             | Brésil | 1994 - 1995 |
| Suzano                                | Brésil | 1995 - 1997 |
| Telepar                               | Brésil | 1998 - 1999 |
| Unisul                                | Brésil | 1999 - 2000 |
| Suzano                                | Brésil | 2000 - 2005 |
| Tourcoing Lille Métropole Volley-Ball | France | 2005 - 2007 |

## Palmarès
- Ex international Brésil
- 4 fois Champion du Brésil
- 5 fois Champion de l’État de Sao Paulo
- 1 fois Champion de Catarinense
- 8 fois Champion des Jeux Ouverts de Sao Paulo
- 2 fois Champion Sud Américain de Clubs
- 3 fois Champion de la Coupe du Brésil
- 1 fois Champion Sud Américain
- Vice-Champion des Jeux Pan Américains
- 3e en Ligue Mondiale
- 2 fois Meilleur Libéro du Championnat Brésilien
- 2 fois Meilleur Réceptionneur du Championnat Brésilien